# میسیسیپی کویین (کشتی بخار)
میسیسیپی کویین (کشتی بخار) (به انگلیسی: Mississippi Queen (steamboat)) یک کشتی بود که طول آن ۱۱۶ متر (۳۸۱ فوت) بود. این کشتی در سال ۱۹۷۶ ساخته شد.